# بخش جاسپر (شهرستان فایت، اوهایو)
بخش جاسپر (به انگلیسی: Jasper Township) یک منطقهٔ مسکونی در ایالات متحده آمریکا است که در شهرستان فیت، اوهایو واقع شده‌است.
 بخش جاسپر ۱۰۶٫۵ کیلومتر مربع مساحت و ۷۴۵ نفر جمعیت دارد و ۳۱۶ متر بالاتر از سطح دریا واقع شده‌است.